# علی غلامزاده
علی غلامزاده (زادهٔ ۲۴ بهمن ۱۳۷۸) بازیکن فوتبال اهل ایران است.
وی همچنین در تیم ملی فوتبال نوجوانان ایران بازی کرده است.